# Β粒子

氦原子核構成的α射線很容易被一張紙擋住。由電子或正電子組成的β射線可以被鋁板擋住，但γ射線則需要用鉛或混凝土等高密度的材料才能阻擋

β粒子（英文：Beta particle），也被稱作β射線或β輻射，為β衰變時從原子核放射出的高能、高速的電子或正電子。β衰變可分為β−衰變和β+衰變，分別產生電子和正電子。
能量為0.5 MeV的β粒子大約有1公尺的射程，其距離取決於粒子能量。
β粒子是一種游離輻射，從輻射防護的角度來說，它被認為比γ射線更容易游離，但比α粒子更不易游離。游離性越強，對生物組織的危害更大，穿透力則越低。

## β衰變的形式

### β−衰變（發射電子）

β衰變。圖中一個負電子從原子核放出。一個反微中子會和電子一起放出。右下：自由中子衰變會產生一個質子、電子（β^{−}射線）和反電微中子

一個擁有過量中子的不穩定原子核可能發生β−衰變，使中子轉變成質子、電子和反电中微子（微中子的反粒子）：

n
 → 
p
 + 
e−
 + 
ν
e
這個過程由弱相互作用產生。中子放出W−玻色子變成質子。從夸克的尺度來看，下夸克經由放出W−玻色子變成上夸克，使中子（一個上夸克和兩個下夸克）變成質子（兩個上夸克和一個下夸克）。W−玻色子則衰變為一個電子和一個反微中子。
核子反應爐中製造的多中子核分裂產物時常發生β−衰變。自由中子也會透過這個過程衰變。這兩種途徑讓反應堆的燃料棒產生大量的β射線和反微中子。

### β+衰變（發射正電子）
一個擁有過量質子的不穩定原子核可能發生β+衰變，使質子轉變成中子、正電子和电中微子：

p
 → 
n
 + 
e+
 + 
ν
e
只有當子核結合能的絕對值比母核的大時，核內才會發生β+衰變（意即，子核處於低能階）。

### β衰變圖

銫-137衰變圖，剛開始進行β衰變時。^{137}Cs的661 KeV伽瑪尖峰其實是由放射性子核種放出

右方的衰變圖表展示了銫-137的β衰變。137Cs以其在661 KeV的伽瑪尖峰而著名，但那其實是由放射性子核種137mBa放出。此圖表展示了放射線的種類、能量，相對含量和衰變後的子核種。
磷-32，一個β粒子放射物，經常用於藥物治療，其有14.29天的短暫半衰期，並經過β衰變轉變為硫-32，如下方的核反應：
| 32 15P | → | 32 16S1+ | + | e− + ν e |
此衰變會放出1.709 MeV的能量。電子的平均動能約為0.5 MeV，幾乎無法探測的反電微中子則帶有剩餘的能量。和其他放射出β射線的核種相比，電子含有中等的能量。它可以被1公尺的空氣或5釐米的壓克力阻擋。

## 與其他粒子的交互作用

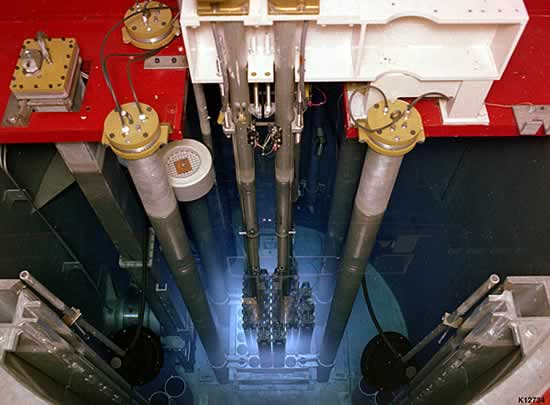
從TRIGA反應池發出的切連科夫輻射是由比水中光速（相位速度）還快的高速β粒子造成的（即真空中光速的75 %）

放射物最常放出的三種輻射：α、β和γ當中，β的穿透力和游離性皆為中間值。雖然不同放射性物質發射的β粒子能量不同，大部分的β粒子都可以被幾釐米的鋁抵擋。然而，這不代表它可以阻擋所有的β放射性同位素：當它們減速時，β粒子會放出更具穿透力的γ射線。分子量較低的元素製成的擋板會產生低能量的γ，使得他們的防護能力比起以鉛這類高分子量元素為材料的擋板更有效。
因為β射線是由高能粒子組成，它的游離性比γ更強。當β粒子穿過物質時，它會因電磁交互作用而減速而可能發出制動輻射。
在水中，核分裂產物發出的β射線的速度可能超過水中的光速（即真空中光速的75 %），並因此在通過水時發出藍色的切連科夫輻射。如右圖，我們可以透過覆蓋反應堆的水觀察從泳池反應堆的燃料棒發出的強烈β射線。

### 偵測與測量
β粒子對物質的游離和激發效應是輻射探測儀偵測及測量β輻射的基本過程。氣體的游離被用於電離室和盖革计数器，閃爍體的激發則被用於閃爍計數器。下方的表格展示了以SI和非SI制表示的輻射量：
| 名稱           | 單位      | 符號  | 導出量                | 年分 | 換算成SI制       |
| -------------- | --------- | ----- | --------------------- | ---- | ---------------- |
| 放射性活度 (A) | 貝克勒    | Bq    | s−1                   | 1974 | SI 單位          |
| 放射性活度 (A) | 居禮      | Ci    | 3.7 × 1010 s−1        | 1953 | 3.7×10 Bq        |
| 放射性活度 (A) | 拉塞福    | Rd    | 106 s−1               | 1946 | 106 Bq           |
| 輻射暴露 (X)   | 库仑/千克 | C/kg  | C⋅kg−1                | 1974 | SI 單位          |
| 輻射暴露 (X)   | 倫琴      | R     | erg / 0.001293 g      | 1928 | 2.58 × 10−4 C/kg |
| 吸收劑量 (D)   | 戈瑞      | Gy    | J⋅kg−1                | 1974 | SI 單位          |
| 吸收劑量 (D)   | 爾格/克   | erg/g | erg⋅g−1               | 1950 | 1.0 × 10−4 Gy    |
| 吸收劑量 (D)   | 雷德      | rad   | 100 erg⋅g−1           | 1953 | 0.010 Gy         |
| 等效劑量 (H)   | 西弗      | Sv    | J⋅kg−1 × WR           | 1977 | SI 單位          |
| 等效劑量 (H)   | 雷姆      | rem   | 100 erg⋅g−1 x WR      | 1971 | 0.010 Sv         |
| 有效劑量 (E)   | 西弗      | Sv    | J⋅kg−1 × WR × WT      | 1977 | SI 單位          |
| 有效劑量 (E)   | 雷姆      | rem   | 100 erg⋅g−1 × WR × WT | 1971 | 0.010 Sv         |

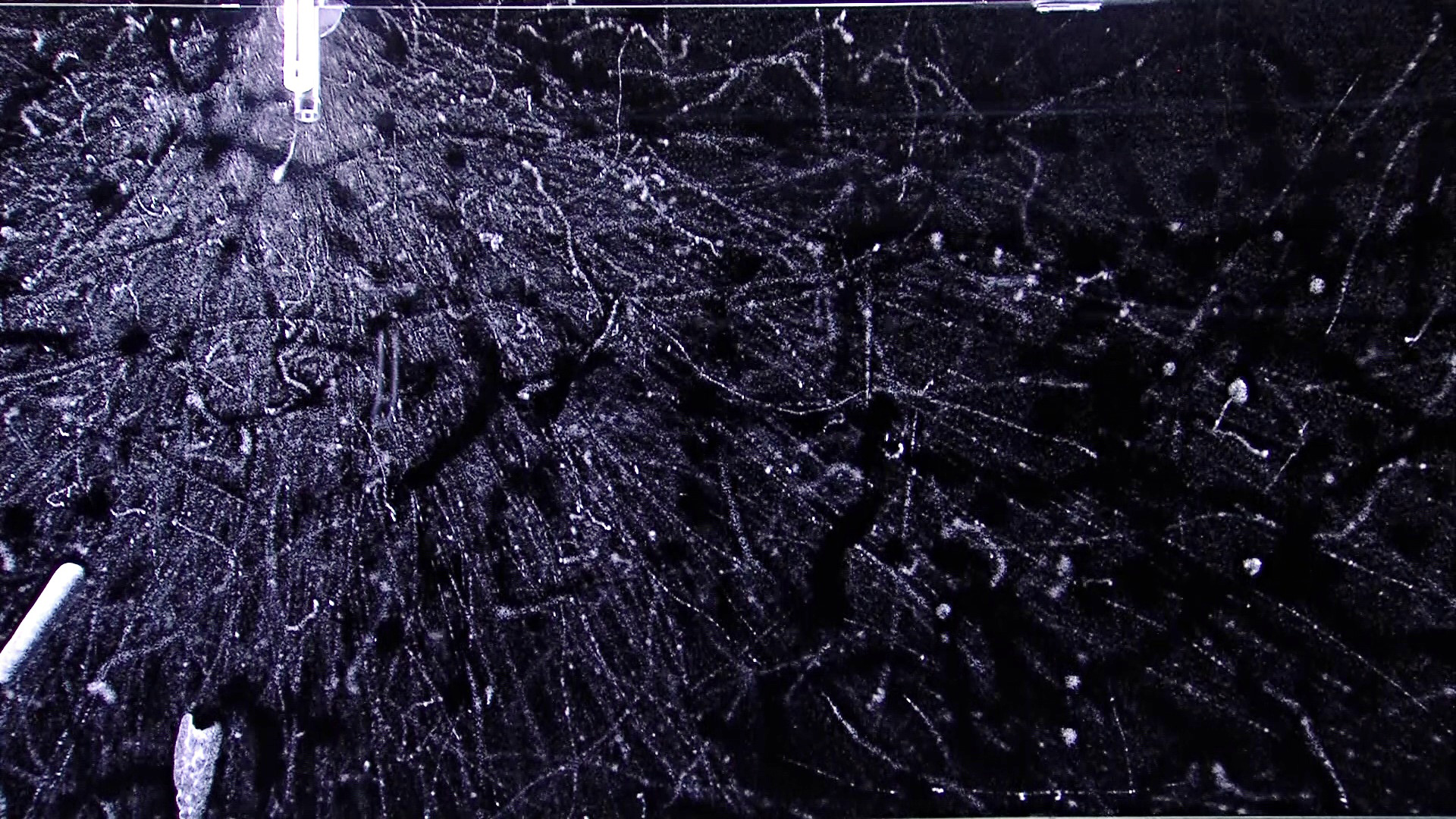
在異丙醇雲室中探測到β射線（加入人工材料鍶-90後）

- 戈瑞（Gy）是吸收劑量的SI單位，其代表被照射的材料儲存的輻射能量。對β射線來說其量值與以西弗為單位的等效劑量相同，其表示低等輻射對人體組織的隨機生物效應。對β來說，輻射能從吸收劑量轉換成等效劑量的換算因子為1，α粒子則是20，因子越大，其游離性越高，對生物組織危害越大。

- 雷德（英语：rad (unit)）是吸收劑量的CGS單位，侖目則是等效劑量的CGS單位，通常由美國使用。

## 應用
β粒子可以用於治療如眼癌及骨癌，它也能用作追蹤器。鍶-90是最常用來製造β粒子的材料。
β粒子也可用於產品厚度的品管，如以滾軸系統製成的纸。部分的β粒子在射向產品時會穿過去。如果產品太薄或太厚，其吸收的輻射量也會不同。監管品質的儀器便會透過輻射量調整產品厚度。
氚管，一種發光設備，含有氚及磷光体。當氚衰變時，它會放出β粒子；β粒子打中磷光體，使磷光體發出光子，就像是電視中的阴极射线管一樣。這種光源不需要外加能量，只要氚還在，光就不會熄滅（磷光體也不會自己產生化學變化）；其產生的光會在12.32年，也就是氚的半衰期後降為一半。
同位素放射性標記物的β+（正電子）衰變是正電子發射電腦斷層掃描（PET scan）中正電子的來源。

## 歷史
當貝克勒在做荧光實驗時，意外地發現鈾會發出一種像X光一樣無法阻擋的辐射，讓被黑色包裝紙包住的底片曝光。
拉賽福繼續做這些實驗並發現了兩種不同的輻射：
- α粒子並沒有在貝克爾底片上出現，這是因為它們很容易被黑色包裝紙吸收；
- β粒子的穿透力是α粒子的100倍。

拉賽福於1899年發表他的實驗成果。
1900年，貝克勒以湯木生用來研究陰極射線及辨識電子的方法成功測量β粒子的荷質比（e/m）。他發現β粒子和湯木生所發現的電子的荷質比相同，因此他認為β粒子就是電子。

## 醫學
β粒子可以穿透生物組織並造成DNA的自發性突变。
β粒子可以用於化療以殺死癌細胞。

## 延伸閱讀
- Radioactivity and alpha, beta, gamma and Xrays （页面存档备份，存于）
- Rays and Particles （页面存档备份，存于） University of Virginia Lecture
- Betavoltic Battery: Scientists Invent 30 Year Continuous Power Laptop Battery （页面存档备份，存于） at NextEnergyNews.com
- Radioactive laptops? Perhaps not...，存档于（存檔日期 October 5, 2007）
- Basic Nuclear Science Information （页面存档备份，存于） at the Lawrence Berkeley National Laboratory